# 굴 (이스트라이딩오브요크셔주)

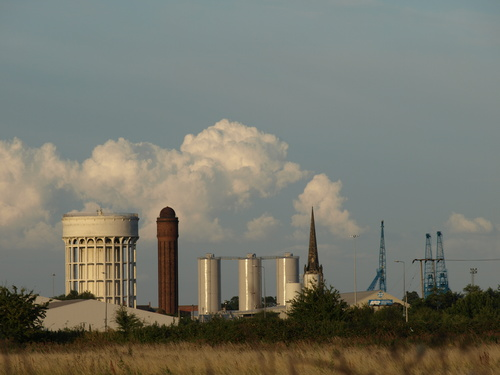
굴

굴(영어: Goole)은 잉글랜드 이스트라이딩오브요크셔주에 위치한 도시로 인구는 19,518명(2011년 기준)이다. 북해 연안에서 약 72km 정도 떨어진 곳에 위치한다.